# Sönke Rothenberger
Sönke Rothenberger, född den 14 oktober 1994 i Frankfurt am Main, är en tysk ryttare.
Han tog OS-guld i lagtävlingen i dressyr i samband med de olympiska tävlingarna i ridsport 2016 i Rio de Janeiro.